# Sound Blaster

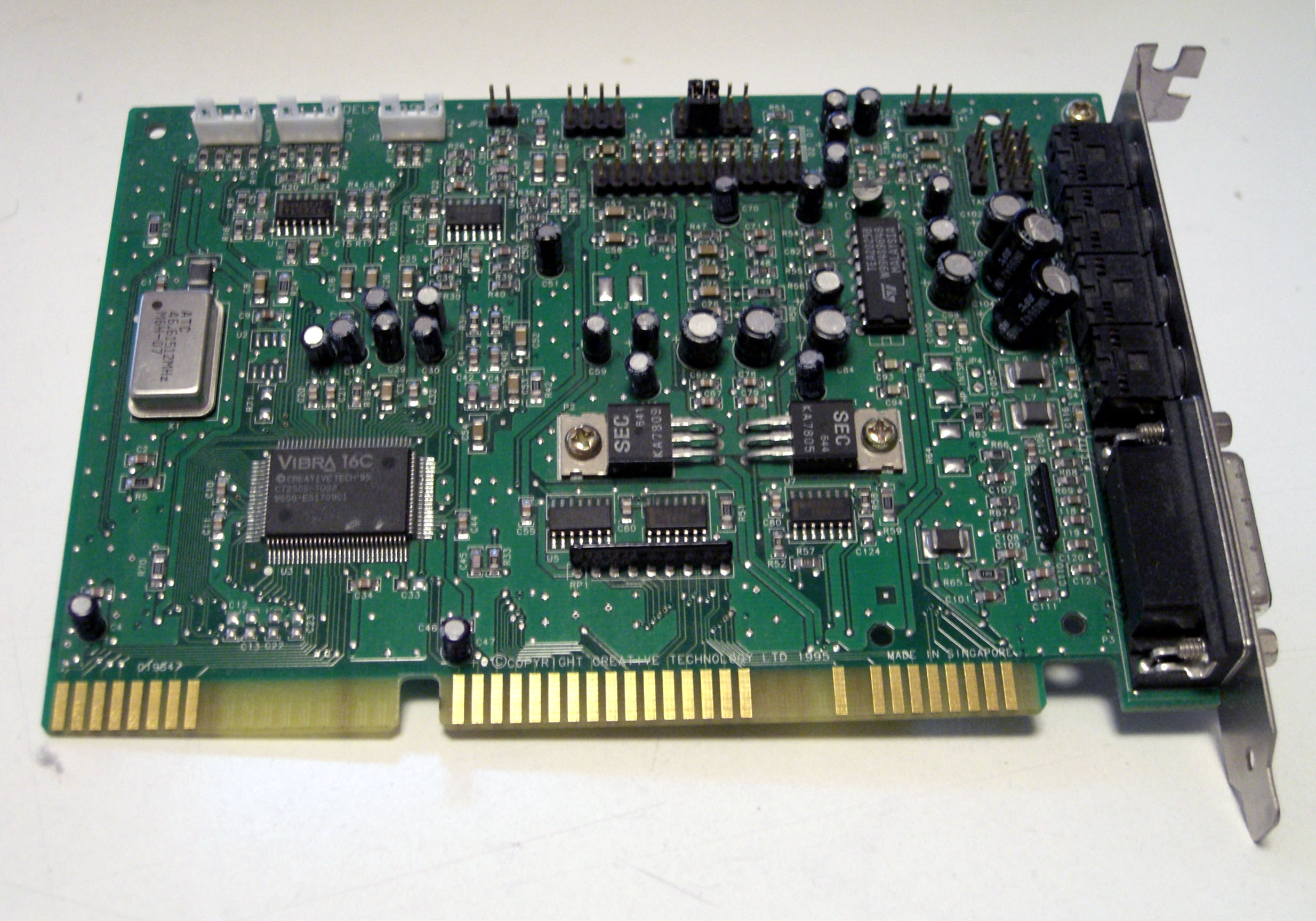
Sound Blaster 16 (1993)

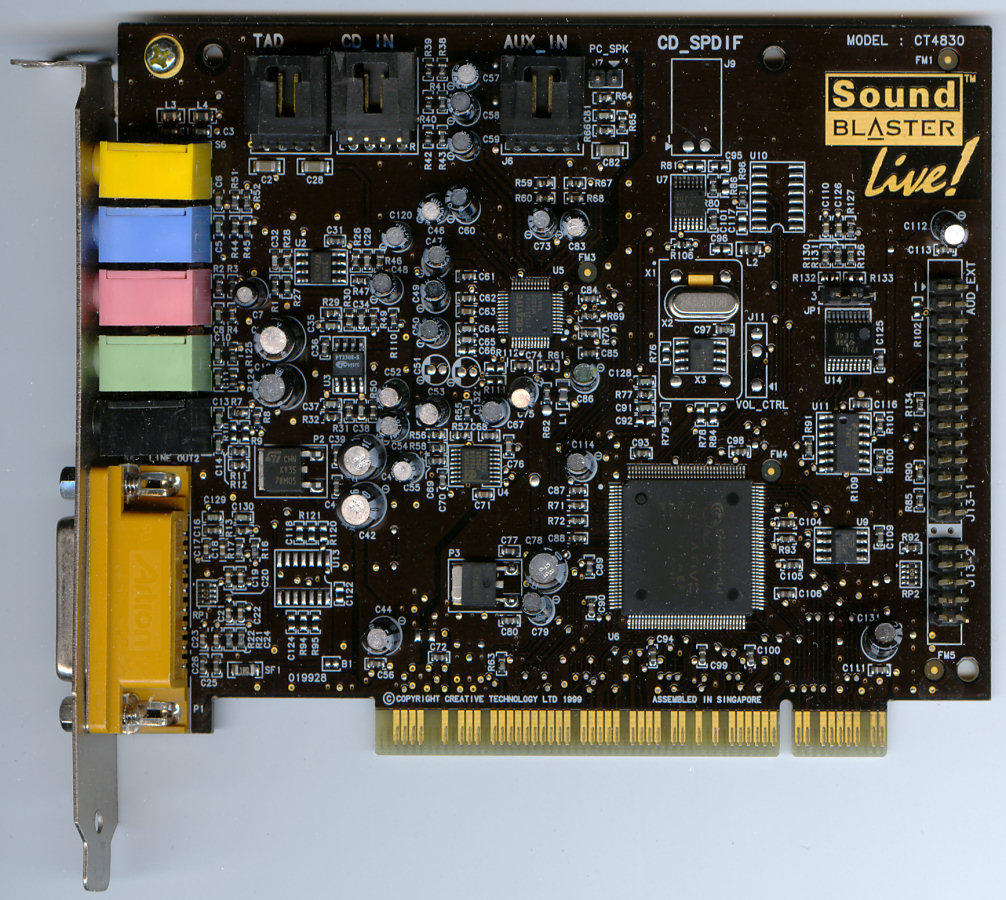
SBLive (1999)

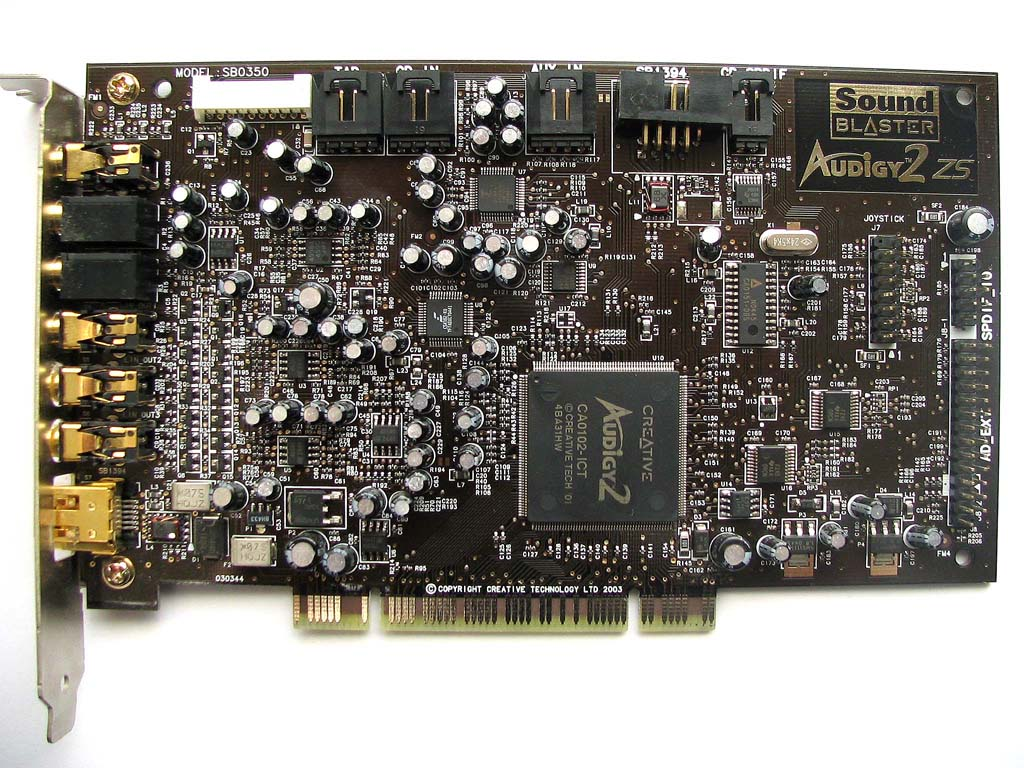
Audigy2 zs

De Sound Blaster is een serie geluidskaarten van hardwarefabrikant Creative Labs. De oorspronkelijke Sound Blasterkaart was jarenlang de de facto standaard op geluidskaartengebied.

## Geschiedenis
De Sound Blaster was niet de eerste geluidskaart van Creative Labs. In 1987 werd het Creative Music System op de markt gebracht. Gebaseerd op twee chips van Philips kon de kaart per stereokanaal 6 stemmen aanbieden, dus 12 stemmen in totaal. Het C/MS was weinig geavanceerd, er was gebrek aan controle over het timbre en als golfvorm waren alleen sinusvarianten beschikbaar.
In die tijd werd de AdLib-kaart populair. Deze was gebouwd op de Yamaha YM3812-chip, beter bekend als de OPL2. Deze chip had 9 monokanalen, waarbij ieder kanaal geavanceerde timbrecontrole (ADSR) had en de golfvorm kon zowel opgebouwd worden uit additieve oscillatoren als uit een frequentiemodulatieoscillator gecombineerd met een additieve oscillator (zie: synthesizer). Daarnaast beschikte de OPL2 over mogelijkheden om drumgeluiden te genereren.
Veel spelletjes ondersteunden vanwege hogere populariteit en betere techniek de AdLib in plaats van het C/MS. De Sound Blaster zou hierin verandering brengen.
De Sound Blaster was een 3-in-1-geluidskaart. Hij bestond uit een C/MS-kaart, een AdLib en een eenheid om PCM-geluid op te wekken, dit alles in 1 kaart. Omdat de Sound Blaster 100% compatibel was met de AdLib (vanwege exact dezelfde OPL2), was de ondersteuning gelijk goed en de PCM-eenheid, genaamd de Digital Signal Processor (maar niet een DSP zoals normaal bedoeld wordt), was zeer welkom om het geluid van spelletjes op te fleuren met allerlei geluidseffecten. De PCM-eenheid kon monogeluid afspelen tot 22500 Hz op 8-bit-resolutie.
Het C/MS was daarentegen nog steeds overbodig en werd van de kaart verwijderd in versie 2.0 van de Sound Blaster.
Vanwege de goede ondersteuning werd de Sound Blaster snel populair en werd de ondersteuning nog veel beter. Het duurde dan ook niet lang eer klonen op de markt verschenen. Hierdoor werd de Sound Blaster een ware hardwarestandaard, hetgeen voor de gebruiker veel voordelen had, ieder spel werkte op iedere geluidskaart.

## Golftabel (wave table)
Alhoewel de Soundblaster erg populair was, was de gebruikte techniek niet optimaal. De OPL2-techniek was aan het verouderen, en de DSP kon slechts 1 kanaal in 8-bit aan. Het was dan ook slechts een kwestie van tijd dat de concurrentie reageerde. De hardste aanval kwam in 1992 van Advanced Gravis met de Gravis Ultrasound. Deze kaart werkte met een 32-stemmige wavetable-synthesizer, elk gespecificeerd op 44100 Hz met 16-bit-resolutie. De wavetable-techniek hield in dat de timbreregeling exact geprogrammeerd kon worden evenals de golfvorm en het balansverloop. Het verschil in geluidskwaliteit was als dag en nacht. Bovendien was de kaart nog eens bijzonder eenvoudig te programmeren.
Bijgevolg werd wavetable in snel tempo een modewoord. Creative wist pas in 1994 te reageren met de Soundblaster 32. Hierbij werd de EMU-8000 chip geïntroduceerd. Dit was een zeer capabele chip met ongeveer dezelfde functionaliteit als de GF-1-chip in de Ultrasound.
Alhoewel Gravis de harten van veel fans veroverd had, won de marketingmachine van Creative Labs uiteindelijk. Een tweede kaart met de EMU-8000 werd uitgebracht, de Soundblaster AWE64. Dit werd een van de beste kaarten die Creative ooit gemaakt heeft en was de laatste die compatibel was met de originele Sound Blaster.

## PCI
Het tijdperk van de ISA-kaarten was voorbij. In 1998 introduceerde Creative zijn eerste PCI-geluidskaart, de Soundblaster PCI64. Alhoewel de naam gelijkenis suggereerde met de AWE64, was dit bedrieglijk, de PCI64 had niets gemeen met de AWE64 en had absoluut geen geavanceerde functies. In plaats daarvan had de PCI64 een 44100 kHz A/D-converter, en alle geluidsberekeningen moesten door de processor gebeuren. In dezelfde trend werden de Sound Blaster PCI 128 en 512 geïntroduceerd.
Voor gebruikers met zwaardere wensen kwam korte tijd later de Sound Blaster Live uit. Deze kaart was gebaseerd op de nieuwe EMU10K1 chip. De EMU10K1 had wel wavetable-functionaliteit, maar geen eigen geheugen; via de PCI-bus werd het hoofdgeheugen aangestuurd. Met de chipsets en geheugensnelheden van destijds gaf dit een flinke deuk aan de prestaties. Tegenwoordig is dit probleem nagenoeg opgelost.
Latere Sound Blaster-kaarten zijn gebaseerd op doorontwikkelingen van de EMU10K1.

## USB-audioapparaten
- Sound Blaster X-Fi GO! Pro
- Sound Blaster X-Fi Surround 5.1 Pro
- Sound Blaster Digital Music Premium HD
- Sound BlasterAxx SBX 8 / SBX 10 / SBX 20
- Sound Blaster Play! 2
- Sound Blaster Omni Surround 5.1
- Sound Blaster R3
- Sound BlasterAxx AXX 200
- Sound Blaster Roar
- Sound Blaster Roar 2
- Sound Blaster E1 / E3 / E5
- Sound Blaster X7